# Bezwarunkowy dochód podstawowy

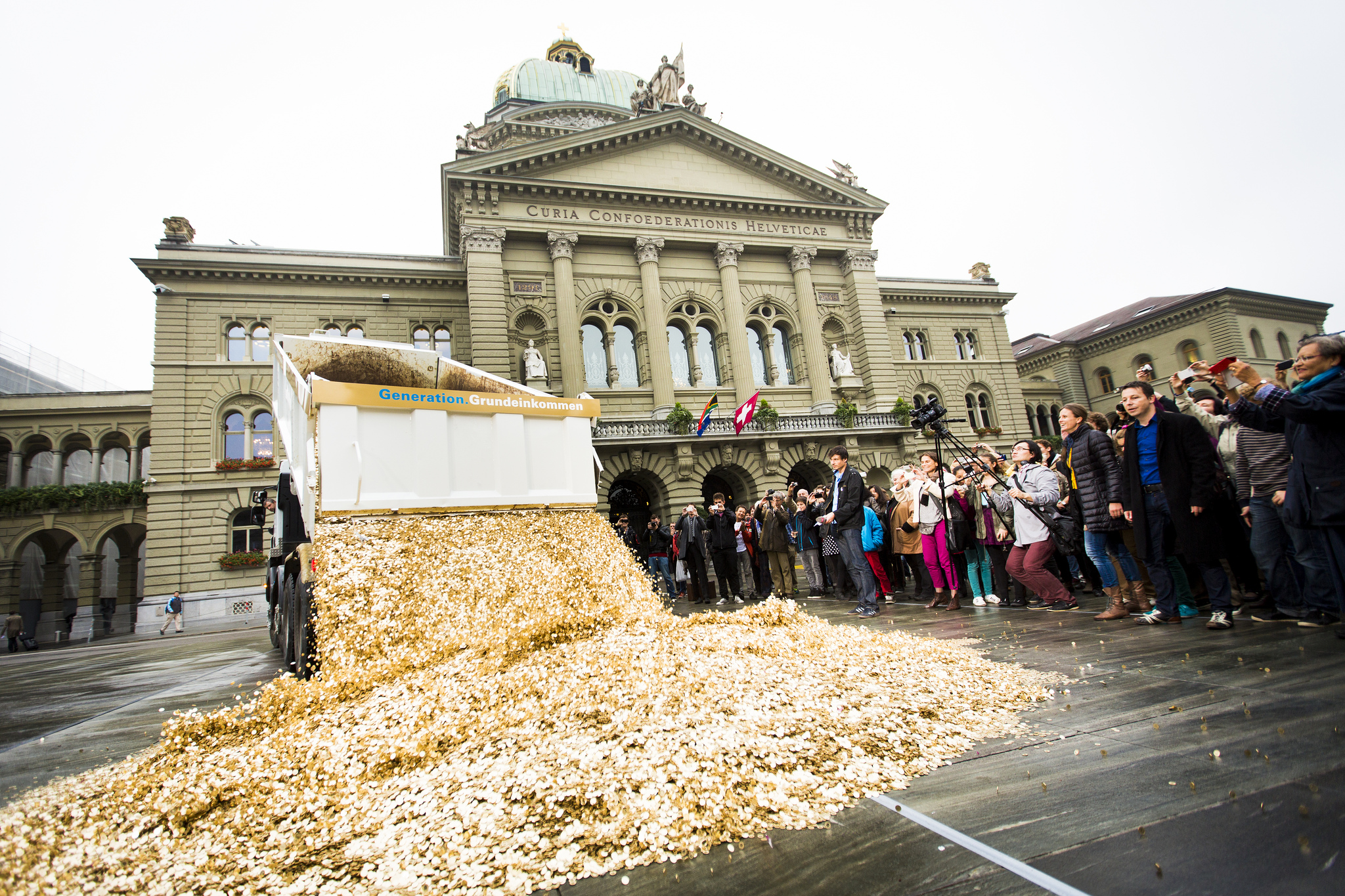
Performance w Bernie z okazji zebrania 125 tysięcy podpisów pod petycją w sprawie dochodu podstawowego. Wysypano 8 milionów monet 5 centymowych

Bezwarunkowy dochód podstawowy (BDP) – społeczno-polityczny model finansów publicznych zakładający, że każdy obywatel, niezależnie od swojej sytuacji materialnej, otrzymuje od państwa jednakową, określoną ustawowo, kwotę pieniędzy, za którą nie jest wymagane jakiekolwiek świadczenie wzajemne (płatność transferowa). Dochód ten, bez innych form zarobku czy pomocy społecznej, zapewniałby możliwość minimum egzystencji. Idea ta ma zapewnić każdemu członkowi społeczeństwa pieniężny udział w całkowitym dochodzie tego społeczeństwa, bez sprawdzania jego potrzeb. Dochód bezwarunkowy wskazuje się jako sposób rozwiązania problemów wynikających z robotyzacji (większość produkcji może być wykonywana przez maszyny).

## Terminologia
Nazwa modelu jest różna w zależności od państwa i okresu powstania:
- w USA jest znany głównie pod nazwą Basic Income Guarantee (BIG),
- pilotażowy projekt w Namibii został nazwany Basic Income Grant (BIG),
- w Związku Radzieckim zwano go гарантированный минимум (Gwarantowane Minimum)[potrzebny przypis],
- w Australii, Wielkiej Brytanii, Kanadzie i Nowej Zelandii w latach 20. XX w. podobne koncepcje nazywano Social Credit,
- w krajach niemieckojęzycznych używa się określeń (bedingungsloses) Grundeinkommen, Sozialdividende, Existenzgeld, oraz, z pewnymi ograniczeniami, Bürgergeld[potrzebny przypis].

Inne spotykane określenia to: premia państwowa, dywidenda narodowa, dywidenda socjalna, wynagrodzenie obywatelskie, dochód obywatelski, grant powszechny, dochód podstawowy.

## Historia
W Speenhamland w Berkshire w roku 1975 miał miejsce eksperyment z wariantem konceptu jako sposób na walkę z wysokimi cenami zboża (tzw. Speenhamland system lub Berkshire Bread Act).
Pomysł został podjęty i prawie udało się go zrealizować w Stanach Zjednoczonych w roku 1969, wówczas rząd prezydenta Richarda Nixona planował, by każda czteroosobowa rodzina otrzymała przynajmniej 1600 USD rocznie (obecnie szacuje się to na ok. 10 000 USD), jednym ze zwolenników tej idei był wówczas Martin Luther King.
W 2013 powstała Europejska Inicjatywa Obywatelska na rzecz Bezwarunkowego Dochodu Podstawowego (Unconditional Basic Income, UBI).
W Szwajcarii zebrane zostało ponad 100 tysięcy podpisów pod wnioskiem o przeprowadzenie referendum w sprawie wprowadzenia bezwarunkowego dochodu podstawowego. W referendum Szwajcarzy odrzucili wprowadzenie bezwarunkowego dochodu podstawowego stosunkiem głosów 77% do 23%.
W Finlandii w styczniu 2017 rozpoczęto mający trwać dwa lata eksperyment z bezwarunkowym dochodem podstawowym. Kwotę 560 € wypłacano 2000 bezrobotnym nawet po znalezieniu przez nich pracy. Mimo sprzeciwu rządowej agencji do spraw socjalnych, rząd ogłosił, że nie będzie kontynuował finansowania programu i tym samym zakończy się on w 2019 roku zgodnie z pierwotnym planem. Szczegółowe skutki eksperymentu będą znane po jego zakończeniu.
Do rozważanych w Niemczech modeli bezwarunkowego dochodu podstawowego należą np. Solidarisches Bürgergeld (model Dietera Althausa Althaus-Modell), model Ulmera (Ulmer Modell) i model Götza Wernera (Götz Werner), będący podstawą inicjatywy Unternimm die Zukunft (Weź przyszłość w swoje ręce). W Szwajcarii powstaje inicjatywa dochodu podstawowego będąca rodzajem BDP.
Jesienią 2010 r. Iran wprowadził krajowy program dochodu podstawowego. Jest płacony wszystkim obywatelom i zastępuje dopłaty do benzyny, energii elektrycznej i niektórych produktów spożywczych. Suma ta odpowiadała w 2012 r. około 40 USD na osobę miesięcznie, 480 USD rocznie na osobę samotną i 2300 USD na pięcioosobową rodzinę.
W latach 2011–2012 w kilku indyjskich wioskach miały miejsce próby dochodu podstawowego, rząd zaproponował gwarantowany dochód podstawowy dla wszystkich obywateli. Stwierdzono, że dochód podstawowy w regionie podniósł poziom wykształcenia młodych ludzi o 25%.
Eksperyment GiveDirectly w znajdującej się w niekorzystnej sytuacji wiosce w Kenii jest jednym z najdłużej działających programów pilotażowych dochodu podstawowego od listopada 2017 r., który ma trwać 12 lat.
W Izraelu w 2018 r. inicjatywa non-profit GoodDollar zaczęła budować globalne ramy gospodarcze, aby zapewnić zrównoważony i skalowalny bezwarunkowy dochód podstawowy dzięki nowej technologii aktywów cyfrowych w postaci łańcucha blokowego. Celem organizacji non-profit jest uruchomienie sieci przekazów pieniężnych peer-to-peer, w której pieniądze mogą być przekazywane najbardziej potrzebującym, niezależnie od ich lokalizacji na podstawie zasad BDP. Projekt pozyskał 1 milion dolarów od eToro.
Rząd Włoch zapowiedział wprowadzenie minimalnego dochodu podstawowego w 2019 roku o wysokości od 780 do 1330 euro miesięcznie na rodzinę. Ma być on warunkowany między innymi posyłaniem dzieci do szkoły, zobowiązaniem się do niepicia alkoholu i niewydawaniem pieniędzy na gry hazardowe.
W czerwcu 2021 Los Angeles ogłosiło rozpoczęcie prac nad programem pilotażowym o nazwie “BIG: LEAP” (Basic Income Guaranteed: L.A. Economic Assistance Pilot) 2000 rodzin miało dostawać 1000 USD miesięcznie przez okres jednego roku mając prawo wydać pieniądze na co chcą. Warunkiem który miał być bezwzględnie wymagany było życie poniżej tzw. federal poverty line (federalnego poziomu biedy), czyli zarobki roczne poniżej 12 880 USD dla jednej osoby lub 17 420 USD dla dwóch osób. Natomiast nie miało być wymagane posiadanie obywatelstwa, ani też odpowiedniego statusu imigranta – czyli dochód mogli otrzymywać także tzw. „nieudokumentowani”.
15 lipca 2021 parlament stanu Kalifornia przyjął ustawę częściowego, pilotażowego programu dochodu podstawowego. Warunki są dość restrykcyjne natomiast sam program wynika z faktu, że wiele miejscowości podjęło podobne decyzje co Los Angeles. Wypłatę dostawać będą co miesiąc kobiety w ciąży oraz część młodych ludzi w wieku produkcyjnym, którzy opuścili system opieki zastępczej. Natomiast w przeciwieństwie do przestarzałych systemów opieki socjalnej nie ma ograniczeń co do wydatkowania środków – ludzie mają prawo je wydać na co chcą.
Prawdopodobnie najdłużej działającym programem dochodu podstawowego jest program działający w USA, w stanie Alaska. Zasady programu są niemalże identyczne z ideałami programu bezwarunkowego dochodu podstawowego. Jedynym warunkiem, aby dostać pieniądze z tego programu, jest mieszkanie na Alasce dłużej niż rok. Nie ma żadnych innych ograniczeń – pieniądze może dostać zarówno osoba, która nie zarobiła nic, jak i miliarder. W 2015 do wypłaty z funduszu (Permanent Fund Dividend), na który wpłacają firmy zajmujące się m.in. wydobyciem surowców na Alasce, było 2000 USD na osobę. Program został wprowadzony w 1976 roku, a pierwsza płatność wypłacona w 1982 (wówczas było to 1000 USD na mieszkańca). Co ciekawe, przez tyle lat działalności nie zanotowano skutków negatywnych działania programu, którymi straszą przeciwnicy dochodu podstawowego. Alaska nadal rozwija się turystycznie, wielu mieszkańców kontynuuje swój tradycyjny tryb życia lub zajmuje się obsługą ruchu turystycznego. Pieniądze pomagają im przeżyć, zwłaszcza w momentach mniejszych dochodów z ich działalności uzależnionej mocno od pogody. Według pracy profesora Gary’ego Flomenhofta z 2012 roku model Alaski jest popularny także wśród konserwatystów i liberałów.

## Zwolennicy
Warianty pomysłu wspierali m.in.:
- Thomas Paine (Agrarian Justice),
- Friedrich August von Hayek[21],
- Janis Warufakis[22],
- Bertrand Russell[23],
- Guy Standing[24],
- Philippe Van Parijs(inne języki),
- Charles Alan Murray(inne języki)[25],
- Tim Berners-Lee[26],
- Antonio Negri[27],
- Mark Zuckerberg[28],
- Elon Musk[29],
- Martin Luther King[30],
- Andrew Yang, kandydat w wyborach prezydenckich USA w 2020 roku z ramienia partii Demokratów, który uczynił z wprowadzenia bezwarunkowego dochodu podstawowego pod nazwą freedom dividend główny punkt swojego programu[31],
- David Graeber[32],
- Milton Friedman,
- Götz Werner.

W Polsce ideę bezwarunkowego dochodu podstawowego promują Stowarzyszenie Dom Wszystkich Polska i jego szef, Ryszard Kalisz. Innymi zwolennikami tego rozwiązania są m.in. poseł Maciej Konieczny i redaktor naczelny Remigiusz Okraska.

## Rozważane źródła finansowania BDP
Istnieje wiele różnych propozycji finansowania bezwarunkowego dochodu podstawowego, m.in. omówione przez Macieja Szlindera i Zofię Łapniewską, które można podzielić na cztery główne kategorie:
1. zniesienie transferów socjalnych (zastąpi je BDP), co wiąże się z elementem godnościowym w krytycznej sytuacji jednostek,
2. podniesienie podatków lub nałożenie nowych – np. Samuel Alexander[36] proponuje, żeby oprócz „dochodowej podłogi”, którą stanowi BDP, wprowadzić również „dochodowy sufit”, czyli kwotę dochodu maksymalnego, po przekroczeniu której podatek nałożony na indywidualne dochody (w tym z kapitału) wynosiłby 100 procent; drugą propozycją są bardziej progresywne podatki dochodowe (wielostopniowe skale); kolejną – podatek Robin Hooda – od transakcji finansowych (w Unii Europejskiej znany jako Financial Transaction Tax (FTT)[37] – nie mylić z podatkiem Tobina),
3. zwiększenie deficytu budżetowego (a w konsekwencji długu publicznego),
4. zwiększenie dochodów do budżetu państwa – z tytułu np. podwyższonej konsumpcji (po wprowadzeniu BDP), innych opłat, czy jak proponuje Bill Gates – opodatkowania robotów[38] (które w wyniku automatyzacji zastąpią ludzi).

## BDP a inflacja
Z ekonomicznego punktu widzenia pojawia się obawa, czy BDP spowoduje inflację. Bezwarunkowy dochód podstawowy nie zakłada jednak drukowania pieniędzy. Pieniądze na gwarancję BDP byłyby już istniejącymi pieniędzmi rozprowadzanymi przez system gospodarczy. Nie miałoby więc miejsca zwiększanie podaży pieniądza poprzez jego emisję.

## Krytyka
Jako argument przeciw zasadności wprowadzania bezwarunkowego dochodu gwarantowanego wskazywany jest brak negatywnego wpływu automatyzacji produkcji na bezrobocie. Znikanie miejsc pracy w zawodach ulegających automatyzacji jest powiązane z powstawaniem nowych, często przyjemniejszych zawodów. Wzrost zamożności społeczeństwa (który jest wynikiem obniżenia kosztów produkcji, wynikającym z automatyzacji) zwiększa popyt na usługi bardziej luksusowe, na przykład kelnerów, dekoratorów wnętrz, prywatnych nauczycieli.

## Bezwarunkowy dochód podstawowy w Polsce
W maju 2022 roku pilotaż programu zapowiedziało Stowarzyszenie Warmińsko-Mazurskich Gmin Pogranicza. W ramach eksperymentu przygotowywanego przez absolwentów UAM takich jak dr Maciej Szlinder, dr Mariusz Baranowski i prof. Piotr Jabkowski, bezwarunkowy dochód podstawowy przez dwa lata mają otrzymywać mieszkańcy gmin położonych przy granicy z Rosją.